# Lilong (Imphal West)
Lilong (Imphal-West) is een nagar panchayat (plaats) in het district Imphal-West van de Indiase staat Manipur. 

## Demografie
Volgens de Indiase volkstelling van 2001 wonen er 10.417 mensen in Lilong (Imphal-West), waarvan 49% mannelijk en 51% vrouwelijk is. De plaats heeft een alfabetiseringsgraad van 72%. 